# Fundering op putten

Fundering op putringen,
A = vaste grondslag, 1 = putringen, 2 = kruipruimte, 3 = begane grond

Fundering op putten is een funderingswijze die wordt toegepast wanneer de draagkrachtige bodem op middelmatige diepte is gelegen, meer bepaald tussen de 4 en 8 m diep. De fundering bestaat uit een aantal pijlers die in de grond worden gevormd en reiken tot aan of in de draagkrachtige laag.
Op de zogenaamde pijlers rusten de funderingsbalken die het gebouw dragen. Een pijler bestaat uit een aantal op elkaar geplaatste betonringen, die door hun eigengewicht in de bodem zinken, wanneer men de grond binnen de ringen weggraaft. 
De onderste ring is voorzien van een snijrand. Is een ring nagenoeg in de bodem afgezonken, dan wordt er een volgende bovenop geplaatst. Dit proces wordt herhaald tot de draagkrachtige laag is bereikt. De vulling bestaat uit ongewapend beton. De betonringen variëren in doorsnede van 1 tot 3 m.

## Voor- en nadeel
Een voordeel van dit funderingstype is dat het graafwerk beperkt blijft tot het uitgraven van de putten. Deze fundering kan in een bestaand pand/gebouw worden aangebracht, wanneer heien niet kan worden toegepast, omdat te weinig ruimte aanwezig is of dat trillingen beschadigingen zouden veroorzaken aan het pand/gebouw of belendende percelen.  
Een nadeel is dat er geen verdichting van de bodem optreedt. Het afzinken door slappe grondlagen is ook niet altijd probleemloos (onder andere door uit het lood gaan van de pijler).
fundering op staal · fundering op putten · grondverbetering · paalfunderingen (lijst van funderingspaalsystemen) · verdichten